# Bitic
Bitic oder Quimis war eine Flächeneinheit auf den Philippinen in der Provinz Nueva Ecija.
- 1 Bitic = 4,183 Ar
- 6 Bitic = 1 Pompón = 25,1 Ar (rechn. 25,098)
  - 20 Pompones = 1 Oyón = 50,2 Hektar